# Carlos Coelho (piłkarz)
Carlos João Pinho Coelho (ur. 10 kwietnia 1953 w Lizbonie) – portugalski piłkarz występujący na pozycji obrońcy.
W barwach klubów Atlético CP, SC Espinho oraz Portimonense SC rozegrał łącznie 229 spotkań i zdobył trzy bramki w lidze portugalskiej. 
W reprezentacji Portugalii zadebiutował 20 stycznia 1982 w wygranym 2:1 towarzyskim meczu z Grecją. W latach 1982–1983 w drużynie narodowej wystąpił trzy razy.